# Perasto
Perasto (in montenegrino Perast/Пераст), è un centro abitato del Montenegro, situato all'interno delle Bocche di Cattaro.

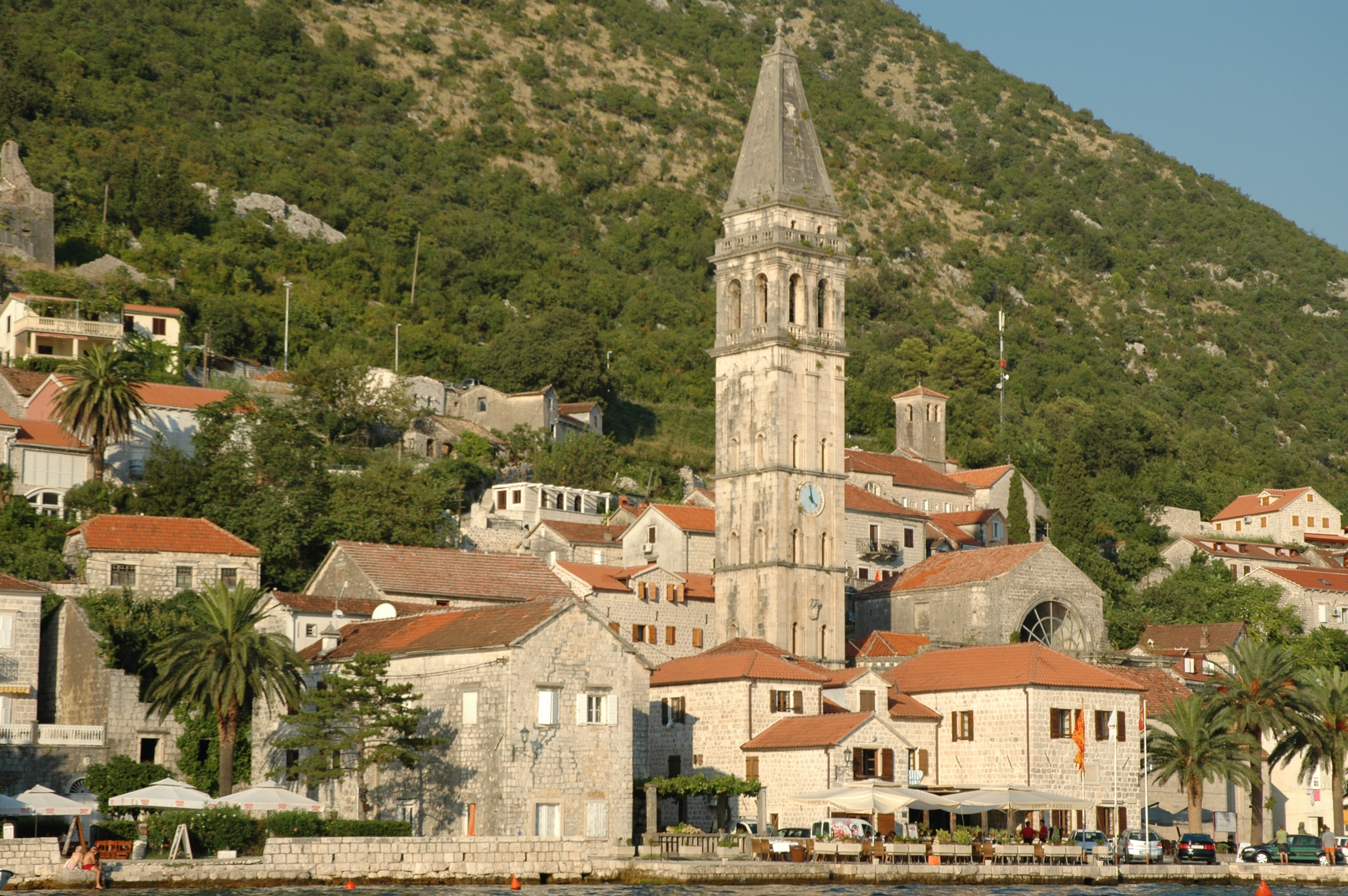
Panorama di Perasto con la bandiera della Repubblica di Venezia insieme a quella di Perasto e del Montenegro

Conta 360 abitanti ed appartiene al comune di Cattaro.

## Geografia fisica
Perasto si trova nel bacino più interno delle Bocche di Cattaro, su un capo che divide la baia di Risano da quella di Cattaro, e di fronte allo Stretto delle Catene (Tjesnac Verige) che dà sulla baia di Teodo.
Di fronte alla cittadina si trovano due piccole isole: l'isola di San Giorgio (Sveti Juraj) ospita un boschetto di cipressi e un'abbazia benedettina del 1166, che nel medioevo fu un importante centro di irradiazione culturale, mentre sull'isola dello Scalpello (o Scarpello) sorge il santuario della Madonna dello Scarpello (Gospa od Škrpjela), eretto nel secolo XVII e coronato da una grande cupola del 1720. L'isola dello Scalpello ha anche la particolarità di essere una delle poche isole artificiali del mar Adriatico, in quanto costruita a partire da uno scoglio nel corso dei secoli dai marinai perastini, dopo che, secondo la tradizione, due di essi vi trovarono un'immagine della Vergine nel 1452.

## Storia
Nel corso del medioevo Perasto entrò nell'orbita dalla Repubblica di Venezia, cui appartenne a periodi intermittenti e poi ininterrottamente dal 1420 al 1797. Nel Settecento la cittadina visse il suo momento di maggior splendore, giungendo ad avere quattro cantieri navali, una flotta di circa cento navi ed una popolazione di 1 700 abitanti. All'epoca veneziana risalgono anche le nove torri difensive (Perasto, pur non cinta da mura, non fu mai presa dai Turchi), la fortezza di Santa Croce (1570), i sedici palazzi barocchi e le diciannove chiese (diciassette cattoliche e due ortodosse).
Grazie allo spontaneo aiuto dato nel 1368 alla flotta veneta durante un terribile assedio, la città si guadagnò il titolo di "fedelissima gonfaloniera", che mantenne fino alla fine della Repubblica. Per decreto speciale del Senato la città ebbe l'onore e il dovere di custodire il gonfalone di guerra della flotta veneta; anche i dodici Gonfalonieri di Perasto, che in corso di battaglia costituivano la guardia personale del doge ed avevano il compito di difendere il vessillo sulla nave ammiraglia, provenivano esclusivamente da Perasto. Nella battaglia di Lepanto ne perirono otto su dodici.
Sotto il governo veneto, Perasto fu sottoposta all'autorità civile e giudiziaria del Rettore e provveditore di Cattaro, ma ebbe un proprio consiglio e propri ordinamenti autonomi.
La devozione della cittadina alla Repubblica di Venezia non venne meno neppure alla caduta di quest'ultima: mentre il 12 maggio 1797 il doge depose le insegne di San Marco, i perastini deliberarono di rimanere veneziani e si ressero in autogoverno fino all'arrivo delle truppe austriache. I vessilli veneti rimasero così issati fino al 23 agosto, giorno in cui vennero seppelliti con una cerimonia solenne, l'ultima della Serenissima, sotto l'altare del duomo. Il capitano della guardia, conte Giuseppe Viscovich, nel consegnare il gonfalone veneto ai sacerdoti pronunciò davanti alle milizie ed a tutto il popolo un commovente ed intenso discorso, passato alla storia col titolo di Ti con nu, nu con ti.
Con Cattaro fece dunque parte dei domini asburgici fino alla prima guerra mondiale, al termine della quale entrò nel regno di Jugoslavia.
Dal 1941 al 1943 fu un comune della provincia di Cattaro, suddivisione amministrativa del Governatorato della Dalmazia, dipendente dal Regno d'Italia.

## Società

### Composizione della popolazione su base culturale o nazionale
Secondo i risultati del censimento effettuato nel 2011, la popolazione di Perasto ammonta a 269 abitanti e risulta così suddivisa: 128 montenegrini, 94 serbi, 20 croati e 27 altri abitanti.